# Chiojdeni
Chiojdeni è un comune della Romania di 2 498 abitanti, ubicato nel distretto di Vrancea, nella regione storica della Muntenia. 
Il comune è formato dall'unione di 8 villaggi: Cătăuți, Chiojdeni, Lojnița, Luncile, Mărăcini, Podurile, Seciu, Tulburea.